# Джоан Ріверз
Джоан Олександра Молінскі  (Joan Alexandra Molinsky, 8 червня 1933 — 4 вересня 2014 р.), краще відома як Джоан Ріверз, була американською гумористкою, актрисою, сценаристкою, продюсеркою і телеведучою, відомою своєю часто спірною комедійною персоною — де вона поперемінно самопринижувалась або була різко їдкою, особливо по відношенню до знаменитостей і політиків.

## Кар'єра
Ріверз стала відомою 1965 року, завдяки запрошенню у якості гості на «Вечірнє шоу» телеканалу NBC. Ведучим шоу був її наставник, Джонні Карсон. Це шоу розкрило комедійний талант Ріверз. З 1986 року Ріверз почала вести власну конкуруючу програму, «Вечірнє шоу з Джоан Ріверз» (англ. The Late Show with Joan Rivers) на телеканалі Fox. Джоан Ріверз стала першою жінкою-ведучим нічного мережевого телевізійного ток-шоу. Згодом вона була ведучою денного «Шоу Джоан Ріверз» (1989—1993), вигравши денну премію «Еммі» у номінації «Видатний ведучий ток-шоу».
Ставши широко відомою за її комедійні інтерв'ю зі знаменитостями на червоній килимовій доріжці шоу з вручення нагород, Ріверз була співведучою шоу моди знаменитостей на каналі Е! «Поліція моди» (англ. Fashion Police) з 2010 по 2014 рік і знялась в реаліті-шоу «Джоан і Мелісса: Джоан знає краще?» (2011—2014) з донькою Мелісою Ріверз. Вона була предметом документального фільму «Joan Rivers: A Piece of Work» (2010).
На додаток до просування лінії ювелірних виробів та одягу на торговому каналі QVC, Ріверз була автором 12 книг-бестселерів і випустила численні комедійні альбоми. У 1984 році вона була номінована на Греммі за її альбом «What Becomes a Semi-Legend Most?» (Що  пасує напівлегенді найбільше?); була номінована 1994 року на премію «Тоні» за найкращу жіночу роль у п'єсі за виконання головної ролі у «Саллі Марр… і її ескорти». У 2015 році Ріверз посмертно отримала «Греммі» за найкращий розмовний альбом за свою аудіокнигу «Щоденник божевільної діви».
У 1968 році телекритик Нью-Йорк Таймс Джек Гулд назвав Ріверз «цілком можливо, найбільш інтуїтивно смішною жінкою».

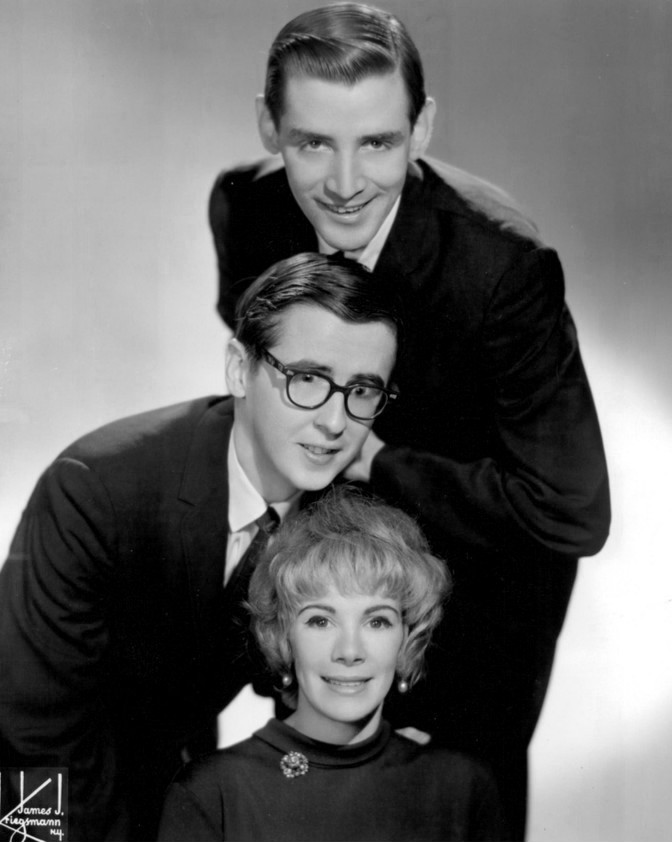
Ріверз з Джимом Коннеллом і Джейком Холмсом в «Джим, Джейк і Джоан»

### Філантропія
Як філантроп, Ріверз підтримувала різні цілі, у тому числі активізм ВІЛ/СНІД, і в травні 1985 року вона з'явилася на благодійному заході «Comic Relief» на користь збору коштів для нового Медичного фонду СНІДУ в Нью-Йорку. Вона підтримувала СНІД-Фонд Елтона Джона і «Божу любов ми поставляємо», яке доставляє харчування для хворих на ВІЛ/Снід в Нью-Йорку.
Крім того, вона була почесним директором «Американського Фонду щодо запобігання самогубствам», а також підтримувала «Собаки-поводирі для сліпих», неприбуткову організацію, яка забезпечувала собак-поводирів для сліпих людей.. Вона жертвувала для єврейських благодійних організацій, на цілі захисту тварин і запобігання самогубств.
Серед інших неприбуткових організацій вона допомагала «Театральним дітям Розі», «Хабітату для людства», «Кампанії з прав людини» і «Бойскаутам Америки».

## Книги
- Having a Baby Can Be a Scream. J.P. Tarcher. 1974. (Книга самодопомоги/Гумор)
- The Life and Hard Times of Heidi Abromowitz. Doubleday. 1984. ISBN 978-0385293594. (Гумор)
- Enter Talking. Dell Publishing Co. 1986. ISBN 978-0440122449. (Автобіографія)
- Still Talking. Random House. 1991. ISBN 978-0394579917. (Автобіографія)
- Jewelry by Joan Rivers. Abbeville Press. 1995. ISBN 978-1558598089. (Белетристика)
- Bouncing Back: I've Survived Everything ... and I Mean Everything ... and You Can Too!. HarperTorch. 1997. ISBN 978-0061096013.
- From Mother to Daughter: Thoughts and Advice on Life, Love and Marriage. Birch Lane Pr;. 1998. ISBN 978-1559724937.{{cite book}}:  Обслуговування CS1: Сторінки з посиланнями на джерела із зайвою пунктуацією (посилання) (Книга самодопомоги)
- Don't Count the Candles: Just Keep the Fire Lit!. HarperCollins. 1999. ISBN 978-0060183837. (Книга самодопомоги)
- Murder at the Academy Awards (R): A Red Carpet Murder Mystery. Pocket. 2009. ISBN 1416599371. (Художня література)
- Men Are Stupid...And They Like Big Boobs: A Woman's Guide to Beauty Through Plastic Surgery. 2009. ISBN 141659924X. (Белетристика)
- I Hate Everyone...Starting with Me. Berkley Trade. 2012. ISBN 978-0425255896. (Гумор)
- Diary of a Mad Diva. Berkley Publishing Group. 2014. ISBN 978-0425269022. (Гумор)

## Фільмографія

### Фільми
| Рік  | Назва                                                   | Примітки                                                  |
| ---- | ------------------------------------------------------- | --------------------------------------------------------- |
| 1965 | Hootenanny a Go-Go a.k.a. Once Upon a Coffee House      | у ролі себе                                               |
| 1968 | The Swimmer                                             |                                                           |
| 1978 | Rabbit Test                                             | також режисер та сценарист                                |
| 1981 | Uncle Scam                                              | у ролі самої себе                                         |
| 1984 | The Muppets Take Manhattan                              |                                                           |
| 1987 | Les Patterson Saves the World                           |                                                           |
| 1987 | Spaceballs                                              | голос                                                     |
| 1989 | Дивись, хто говорить                                    | голос                                                     |
| 1993 | Public Enemy Number Two                                 |                                                           |
| 1994 | Serial Mom                                              |                                                           |
| 1995 | Napoleon                                                | голос                                                     |
| 1999 | Goosed                                                  |                                                           |
| 2000 | The Intern                                              |                                                           |
| 2000 | Whispers: An Elephant's Tale                            | голос                                                     |
| 2004 | Шрек 2                                                  | голос                                                     |
| 2004 | First Daughter                                          |                                                           |
| 2006 | Making Trouble: Three Generations of Funny Jewish Women | Документальний фільм (зразу на DVD)                       |
| 2010 | Joan Rivers: A Piece of Work                            | документальний; у ролі самої себе                         |
| 2010 | Волл-стріт: гроші не сплять                             | не вказана у титрах                                       |
| 2011 | Смурфики                                                | гість вечірки                                             |
| 2011 | Як обікрасти хмарочос                                   | Камео в ролі самої себе                                   |
| 2013 | Scatter My Ashes at Bergdorf's                          | документальний                                            |
| 2013 | Залізна людина 3                                        | Камео в ролі самої себе                                   |
| 2014 | Mostly Ghostly: Have You Met My Ghoulfriend?            | Бабуся Дойл, остання роль в кіно                          |
| 2014 | The Story of the Swimmer                                | DVD-коментар до випуску фільму The Swimmer на Blu-ray/DVD |

### Телебачення
| Рік           | Назва                                                 | Примітки                                                                                 |
| ------------- | ----------------------------------------------------- | ---------------------------------------------------------------------------------------- |
| 1968–69       | That Show з Джоан Ріверз                              | Синдиковане денне ток-шоу                                                                |
| 1972–77       | The Electric Company                                  | голос                                                                                    |
| 1973          | Here's Lucy                                           |                                                                                          |
| 1973          | Needles and Pins                                      | Епізодична роль (Елеанор Карп) у епізоді "The Wife You Save May Be Your Own"             |
| 1984          | An Audience with... with Joan Rivers                  |                                                                                          |
| 1986          | Joan Rivers: Can We Talk?                             | Серіал BBC2 на 6 епізодів                                                                |
| 1986–87       | The Late Show Starring Joan Rivers                    | ведуча                                                                                   |
| 1988          | Pee-Wee's Playhouse Christmas Special                 |                                                                                          |
| 1988–89       | The New Hollywood Squares                             |                                                                                          |
| 1989–93       | The Joan Rivers Show                                  | Денна премія "Еммі" у номінації Видатний ведучий ток-шоу                                 |
| 1990          | How to Murder a Millionaire                           | Разом з Морган Фейрчайлд                                                                 |
| 1992          | Lady Boss                                             |                                                                                          |
| 1994          | Tears and Laughter: The Joan and Melissa Rivers Story |                                                                                          |
| 1995–2014     | Can We Shop?                                          |                                                                                          |
| 1997          | Another World                                         |                                                                                          |
| 2001          | E! True Hollywood Story: Joan Rivers                  | Пародійний епізод, що вийшов 1 квітня 2001                                               |
| 2004, 2007    | Jack Dee Live at the Apollo                           |                                                                                          |
| 2004          | Dave the Barbarian                                    | Голос – Зонтара, імператриця Зла                                                         |
| 2004–05, 2010 | Частини тіла                                          |                                                                                          |
| 2004–06       | The Joan Rivers Position                              |                                                                                          |
| 2006          | An Audience with Joan Rivers                          |                                                                                          |
| 2006–07       | 8 Out of 10 Cats                                      |                                                                                          |
| 2006          | Joan Rivers: Before Melissa Pulls the Plug            | ТБ-фільм з Джоан у ролі себе, коміком Джеремі Блейном та публіцистом Джорданом Робертсом |
| 2006          | Dawn French's Girls Who Do Comedy                     | Розгорнуте інтерв'ю Дона Френча для BBC                                                  |
| 2007          | Відверта розмова                                      |                                                                                          |
| 2008          | Shrink Rap                                            |                                                                                          |
| 2008          | Celebrity Family Feud                                 |                                                                                          |
| 2008          | Big Brother: Celebrity Hijack                         |                                                                                          |
| 2008          | Z Rock                                                | Тітка Джоан                                                                              |
| 2008          | Spaceballs: The Animated Series                       | голос                                                                                    |
| 2008, 2010    | Arthur                                                | голос – Баббі (бабуся Франсін)                                                           |
| 2009          | The Apprentice (U.S. season 8)                        | у ролі себе                                                                              |
| 2009          | How'd You Get So Rich?                                | у ролі себе                                                                              |
| 2009          | Comedy Central Roast                                  | у ролі себе                                                                              |
| 2009          | Celebrity Ghost Stories                               | у ролі себе                                                                              |
| 2010          | The Apprentice (U.S. season 12)                       |                                                                                          |
| 2010–14       | Fashion Police                                        |                                                                                          |
| 2011–14       | Joan & Melissa: Joan Knows Best?                      |                                                                                          |
| 2011          | Луї                                                   | у ролі самої себе                                                                        |
| 2011          | Сімпсони                                              | голос – Анні Дубінскі (23-й сезон, епізод 8 – "The Ten-Per-Cent Solution")               |
| 2012          | Drop Dead Diva                                        | у ролі самої себе                                                                        |
| 2012          | Joan Rivers: Don't Start with Me                      |                                                                                          |
| 2012          | Красуні в Клівленді                                   | Анка                                                                                     |
| 2012          | E! True Hollywood Story: Joan and Melissa Rivers      |                                                                                          |
| 2013          | Whoopi Goldberg Presents Moms Mabley                  | документальний фільм HBO                                                                 |
| 2013–14       | In Bed with Joan                                      | Онлайн ток-шоу                                                                           |

## Театр
| Рік  | Вистава                                               | Місце проведення                                                     |
| ---- | ----------------------------------------------------- | -------------------------------------------------------------------- |
| 1972 | Місто Потіхи                                          | Театр Мороско                                                        |
| 1988 | Спрямований на Бродвей                                | Бродхерст-Театр                                                      |
| 1994 | Селлі Марр…і її ескорти                               | Театр Хелен Гейс, Бродвей                                            |
| 2008 | Joan Rivers: A Work in Progress by a Life in Progress | Геффен Плейхаус, Единбурзький Фестиваль «Фріндж», Театр Лестер-Сквер |
| 2012 | Джоан Ріверз: тур зараз або ніколи                    | Тур по Великій Британії                                              |

## Нагороди та номінації
| Рік  | Номінована праця                 | Нагорода            | Категорія                                          | Результат |
| ---- | -------------------------------- | ------------------- | -------------------------------------------------- | --------- |
| 1984 | What Becomes a Semi-Legend Most? | Нагорода Греммі     | Найкращий комедійний альбом                        | Номінація |
| 1990 | The Joan Rivers Show             | Денна премія «Еммі» | Видатний ведучий ток-шоу                           | Перемога  |
| 1991 | The Joan Rivers Show             | Денна премія «Еммі» | Видатний ведучий ток-шоу                           | Номінація |
| 1992 | The Joan Rivers Show             | Денна премія «Еммі» | Видатний текст — спеціальний класс                 | Номінація |
| 1992 | The Joan Rivers Show             | Денна премія «Еммі» | Видатний ведучий ток-шоу                           | Номінація |
| 1993 | The Joan Rivers Show             | Денна премія «Еммі» | Видатний текст — спеціальний класс                 | Номінація |
| 1993 | The Joan Rivers Show             | Денна премія «Еммі» | Видатний ведучий ток-шоу                           | Номінація |
| 1994 | Sally Marr…and her escorts       | Тоні                | Найкраща актриса у постановці                      | Номінація |
| 2009 | Arthur                           | Денна премія «Еммі» | Видатний виконавець у мультиплікаційний програмі   | Номінація |
| 2015 | Diary of a Mad Diva              | Нагорода Греммі     | Нагорода Греммі за найкращий альбом з аудіотекстом | Перемога  |

Примітка: Номінація Еммі за "Видатний писемний твір — особливий класс" - разом з Тоем Перев та і Хестер Мундіс.

### Відзнаки
- 26 липня 1989 року вона отримала зірку на Голлівудській Алеї Слави, в блоку 7000 Голлівудського бульвару.[30][31]
- 1 березня 2013 року Ріверз і її дочка Меліса Ріверз були відмічені Подорожжю слави і їм був присвячений двоповерховий екскурсійний автобус  у Нью-Йорку.[32]